# Vărgata, Mureș
Vărgata (în maghiară Csíkfalva) este satul de reședință al comunei cu același nume din județul Mureș, Transilvania, România.

## Istoric
Satul Vărgata este atestat documentar în anul 1567.

## Localizare
Localitatea este situată pe râul Niraj, la nord de orașul Miercurea Nirajului, pe drumul județean Târgu Mureș - Miercurea Nirajului - Sovata.